# Liste der Stolpersteine in Lebach

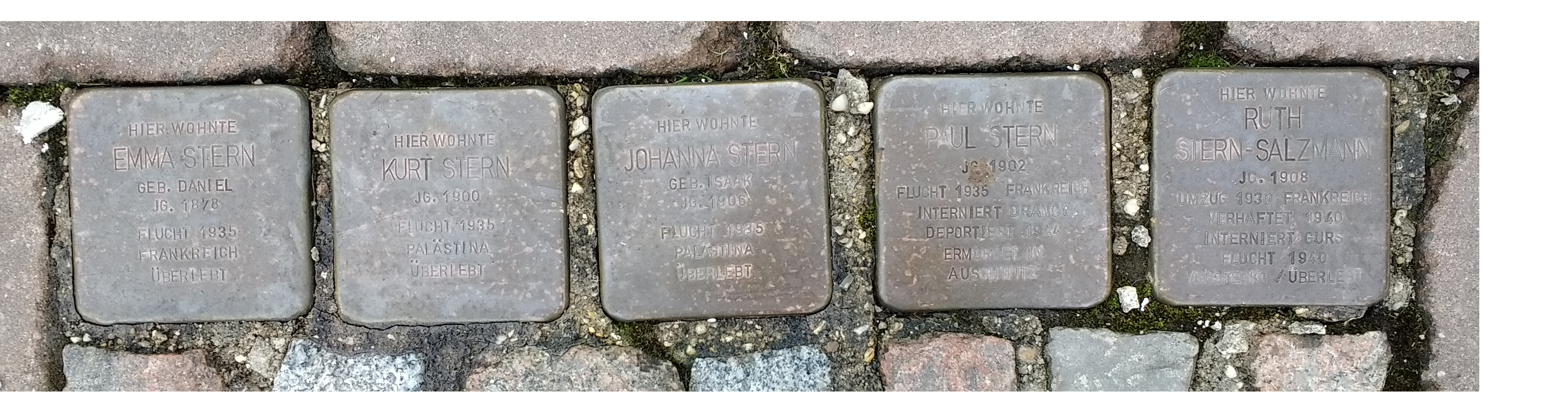
Stolpersteine in Lebach

Die Liste der Stolpersteine in Lebach umfasst die Stolpersteine, die vom deutschen Künstler Gunter Demnig in der saarländischen Gemeinde Lebach verlegt wurden. Stolpersteine sind Opfern des Nationalsozialismus gewidmet, all jenen, die vom NS-Regime drangsaliert, deportiert, ermordet, in die Emigration oder in den Suizid getrieben wurden. Demnig verlegt für jedes Opfer einen eigenen Stein, im Regelfall vor dem letzten selbst gewählten Wohnsitz.
Die bislang einzigen Verlegungen von Stolpersteinen in Lebach fand am 29. August 2013 statt.

## Liste
In Lebach wurden 13 Stolpersteine verlegt.
| Stolperstein | Übersetzung | Verlegeort                         | Name, Leben                                  |
| ------------ | --- | ---------------------------------- | -------------------------------------------- |
|              | HIER WOHNTE MARIA BAUS JG. 1915 EINGEWIESEN 1936 HEILANSTALT KLOSTER-HOVEN 'VERLEGT' WEILMÜNSTER ERMORDET 23.4.1942            | Trierer Straße Lebach              | Maria Baus (1915–1942)                       |
|              | HIER WOHNTE JOSEF BIESEL JG. 1900 IM WIDERSTAND / KPD VERHAFTET 1937 BUCHENWALD VERZOGEN SAARBRÜCKEN TOT 1943                  | Trierer Straße Lebach              | Josef Biesel (1900–1943)                     |
|              | HIER WOHNTE NIKOLAUS BRÜCK JG. 1900 IM WIDERSTAND VERHAFTET 1940 'HOCHVERRAT' DACHAU ERMORDET 12.5.1941                        | In der Hold Niedersaubach          | Nikolaus Brück (1900–1941)                   |
|              | HIER WOHNTE ALFRED OPPENHEIMER JG. 1883 DEPORTIERT 1942 ERMORDET IM BESETZTEN POLEN                                            | Zur Kirchmühle / Am Kreisel Lebach | Alfred Oppenheimer (1883–1942/45)            |
|              | HIER WOHNTE AMALIE OPPENHEIMER GEB. STEIN JG. 1883 DEPORTIERT 1942 ERMORDET IM BESETZTEN POLEN                                 | Zur Kirchmühle / Am Kreisel Lebach | Amalie Oppenheimer geb. Stein (1883–1942/45) |
|              | HIER WOHNTE HEINZ OPPENHEIMER JG. 1913 FLUCHT 1935 PALÄSTINA ÜBERLEBT                                                          | Zur Kirchmühle / Am Kreisel Lebach | Heinz Oppenheimer (1913–)                    |
|              | HIER WOHNTE MARGOT OPPENHEIMER JG. 1920 DEPORTIERT 1942 LEMBERG ERMORDET                                                       | Zur Kirchmühle / Am Kreisel Lebach | Margot Oppenheimer (1920–1942/45)            |
|              | HIER WOHNTE JOSEF SCHERER JG. 1933 EINGEWIESEN 1944 HEILANSTALT SCHEUERN 'VERLEGT' 2.9.1944 HADAMAR ERMORDET 23.9.1944         | In der Hold Niedersaubach          | Josef Scherer (1933–1944)                    |
|              | HIER WOHNTE EMMA STERN GEB. DANIEL JG. 1878 FLUCHT 1935 FRANKREICH ÜBERLEBT                                                    | Marktstraße Lebach                 | Emma Stern geb. Daniel (1878–)               |
|              | HIER WOHNTE JOHANNA STERN GEB. ISAAK JG. 1906 FLUCHT 1935 PALÄSTINA ÜBERLEBT                                                   | Marktstraße Lebach                 | Johanna Stern geb. Isaak (1906–)             |
|              | HIER WOHNTE KURT STERN JG. 1900 FLUCHT 1935 PALÄSTINA ÜBERLEBT                                                                 | Marktstraße Lebach                 | Kurt Stern (1900–)                           |
|              | HIER WOHNTE PAUL STERN JG. 1902 FLUCHT 1935 FRANKREICH INTERNIERT DRANCY DEPORTIERT 1944 ERMORDET IN AUSCHWITZ                 | Marktstraße Lebach                 | Paul Stern (1900–1944/45)                    |
|              | HIER WOHNTE RUTH STERN-SALZMANN JG. 1908 UMZUG 1930 FRANKREICH VERHAFTET 1940 INTERNIERT GURS FLUCHT 1940 VERSTECKT / ÜBERLEBT | Marktstraße Lebach                 | Ruth Stern-Salzmann (1908–)                  |

## Verlegedatum
Initiiert wurde das Projekt von Schülern und Lehrern des Geschwister-Scholl-Gymnasiums in Lebach und vom Adolf-Bender-Zentrum für Demokratie und Menschenrechte in St. Wendel. Verlegt wurden die Steine von Gunter Demnig persönlich am 29. August 2013.